# Günther Friedrich Carl I. (Schwarzburg-Sondershausen)

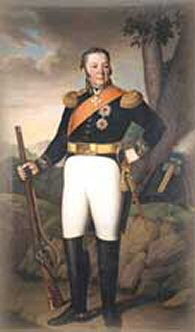
Fürst Günther Friedrich Carl I. von Schwarzburg-Sondershausen

Günther Friedrich Carl I. von Schwarzburg-Sondershausen (* 5. Dezember 1760 in Sondershausen; † 22. April 1837 auf dem Jagdschloss „zum Possen“ bei Sondershausen) war von 1794 bis 1835 regierender Fürst von Schwarzburg-Sondershausen, Graf von Hohnstein, Herr zu Arnstadt, Sondershausen, Leutenberg und Blankenburg.

## Leben
Günther Friedrich Carl I. war der älteste Sohn des Fürsten Christian Günther von Schwarzburg-Sondershausen (1736–1794) und dessen Gemahlin Fürstin Charlotte Wilhelmine (1737–1777), Tochter des Fürsten Victor Friedrich von Anhalt-Bernburg.
Nach dem Tod seines Vaters 1794 übernahm er die Regierung im Fürstentum Schwarzburg-Sondershausen und setzte sie in dessen Geiste fort. Oft hielt er Hof am Schloss zu Ebeleben, besonders zur Jagdzeit, da er leidenschaftlicher Gönner der Jagd war.
Seine Regierungszeit war voller Umbrüche. Das Heilige Römische Reich deutscher Nation zerbrach 1806 und Napoleon Bonaparte betrat die Weltbühne. Der Fürst sicherte die Souveränität seines Fürstentums, indem er zunächst 1807 dem Rheinbund beitrat. Im Jahr 1815 wechselte er über den Wiener Kongress in den Deutschen Bund. Nach einer Phase der Entspannung kam es sogar in seinem Fürstentum zu einer kulturellen Blüte, sodass er recht beliebt wurde.
Der Fürst förderte die Künste und ließ 1825 auf dem Gelände des Sondershäuser Schlosses ein Theater erbauen. Er gilt auch als der Begründer des sogenannten Lohorchesters mit seinen Lohkonzerten. Diese waren besonders im 19. Jahrhundert sehr beliebt und lockten Scharen von Besuchern aus ganz Deutschland nach Sondershausen. Dieses Sinfonieorchester, das es heute noch gibt, entstand aus einer sechsköpfigen Blaskapelle, die der Fürst zunächst bei der sonntäglichen Jagd bei sich führte. Daraus entstand die Tradition unter Günther Friedrich Carl, dass jeden Sonntag für die Bürger von Sondershausen kostenlos ein Ständchen auf dem Lohplatz abgehalten wurde.
Im 19. Jahrhundert wollte das liberale Bürgertum immer mehr ein politisches Mitspracherecht haben, doch der Fürst herrschte immer noch absolut und galt als sehr konservativ. Er ging auf keinerlei Zugeständnisse ein, was ihn zunehmend unbeliebter machte. Der Fürst wurde wegen seiner Günstlingswirtschaft stark kritisiert und schließlich von seinem Sohn in einer Palastrevolte 1835 (der sogenannten Ebelebener Revolution) zur Abdankung gezwungen.
Danach verbrachte er seinen Lebensabend auf dem Jagdschloss zum Possen. Beigesetzt wurde er jedoch in Ebeleben.

## Nachkommen
Günther Friedrich Carl I. war seit dem 23. Juni 1799 mit Caroline (* 21. Januar 1774, † 11. Januar 1854), Tochter des Fürsten Friedrich Karl von Schwarzburg-Rudolstadt, verheiratet. Das Ehepaar hatte zwei Kinder:
- Emilie Friederike Caroline (1800–1867) ⚭ 1820 Fürst Leopold II. zur Lippe (1796–1851)
- Günther Friedrich Carl (1801–1889), Fürst von Schwarzburg-Sondershausen

Der Fürst hatte noch weitere vier uneheliche Kinder.